# 十字蛸
十字蛸（學名：Stauroteuthis syrtensis）是一種小型的遠洋章魚，棲息於北大西洋的深海，為少數可進行生物發光的章魚物種。

## 分類學
有翅亞目章魚均為深海章魚，大多缺乏詳細的研究數據，許多物種的命名係根據於單一保存不完整的標本，也因此很難架構出完整的系統發生樹。傳統上仍將十字蛸屬置於十字蛸科之下，但世界海洋物種目錄根據核糖體DNA與其他證據則認為十字蛸屬應分類至鬚蛸科，而十字蛸科則為其異名。

## 描述
十字蛸外套膜長約5至10（2.0至3.9英寸），寬約4（1.6英寸），鰭的寬度為4至6（1.6至2.4英寸），八條觸腕長度各不相同，最長可達 35（14英寸），觸腕間具有薄膜，其長度約為觸腕的2/3。每條觸腕具有約60個吸盤，其中有約25個吸盤大小較大，觸及薄膜的邊際。雄性十字蛸自口端算起的前8個吸盤較小並成錐狀，而雌性的吸盤大小則與其他吸盤無異。第8至第25吸盤旁長有明顯的鬚，最長的鬚位於第20吸盤旁。位於觸腕末端的第30至第40吸盤大小較小，且密集分布。十字蛸體表呈半透明的膠狀，為紅棕色，可見到其體內的器官。體內具有U型的小殼提供給鰭的肌肉附著，十字蛸另一個少數堅硬的部分為牠們的喙。

## 棲息與分布地
十字蛸棲息於北大西洋水深500至4,000米（1,600至13,100英尺）的海域，多半可以於1,500、2,500米（4,900、8,200英尺）的海域中發現。牠們常見於美國東岸的大陸棚邊緣以及不列顛群島附近的深海。

## 生物發光
十字蛸所屬的十字蛸屬為唯二可進行生物發光的章魚。十字蛸在每條觸腕的下側的每對鬚中間具有發光器，每條觸腕共約有40個發光器，可發出藍綠色的光，越靠近觸腕末端發光器的排列就越密集，但發出的光也越弱。十字蛸亮度較弱的發光器會持續發光，而亮度較強的發光器則會進行週期性的開關，造成類似閃爍的效果。發光器的作用相信是用來自我防衛，用來嚇唬掠食者；或是用來吸引浮游性的甲殼類。發光器也可能用來吸引異性，但這項理論多半不受到支持，因為在雌性、雄性以及未成年的個體上均有觀察到發光的行為。